# Stacia Napierkowska
Stacia Napierkowska (Paris, 16 de setembro de 1891 – Paris, 11 de maio de 1945) foi uma atriz e dançarina francesa, que trabalhou durante a era do cinema mudo. Ela apareceu em 86 filmes entre 1908 e 1926.

## Biografia
Ela nasceu Renée Claire Angèle Élisabeth Napierkowski em Paris, França. Também dirigiu o curta-metragem de 1917 L'Héritière de la manade.
Napierkowska foi repentinamente parceira de Max Linder.
Ela teve um de seus maiores sucessos no cinema, com o papel da Rainha Antinea em L'Atlantide, de Jacques Feyder, em 1921.
Faleceu em Paris, em 1945. Foi enterrada no cemitério de Batignolles.

## Filmografia selecionada
- Notre-Dame de Paris (1911)
- Les Vampires (1915)[5]
- L'Atlantide (1921) [creditada como Stacia Napierkorska][5]